# 13 asesinos (película de 2010)
13 asesinos (en japonés: 十三人の刺客, Jūsannin no Shikaku?) es una película de samuráis de 2010 dirigida por Takashi Miike. Es una nueva versión de la película japonesa de 1963 en blanco y negro de Eiichi Kudo, 13 asesinos. Vagamente basada en eventos históricos, la película se ambienta en el año 1844 hacia el final del período Edo medieval. En la historia, un grupo de trece asesinos, compuesto por doce samuráis y un cazador, conspiran secretamente para asesinar al sanguinario líder del clan Akashi, el señor Matsudaira Naritsugu, antes de su nombramiento en el poderoso Consejo de Shogunato.
Los protagonistas de 13 asesinos son Kōji Yakusho, Takayuki Yamada, Sōsuke Takaoka, Hiroki Matsukata, Kazuki Namioka y Gorō Inagaki, entre otros. Es la tercera película en la que Yamada y Takaoka coprotagonizaron, las otras dos fueron Crows zero y Crows Zero II, ambas dirigidas por Miike. El rodaje tuvo lugar en el transcurso de dos meses en Tsuruoka, Yamagata, en el norte de Japón, en el período de julio a septiembre de 2009. La película se estrenó en Japón el 25 de septiembre de 2010 y en los Estados Unidos el 29 de abril de 2011, recibiendo muy buenas críticas.

## Argumento
La película está ubicada en el año 1844 del Japón feudal, cuando el shogunato Tokugawa está en declive, y el señor Matsudaira Naritsugu de Akashi viola, tortura y asesina a sus ciudadanos a voluntad. Él está protegido por el Shogun, ya que es su medio hermano. El señor Doi Toshitsura, la Justicia del Shogun, se da cuenta de que la situación se intensificará después de que Naritsugu ascienda a una posición política más alta. Después de que un perjudicado noble cometa harakiri como una forma de mostrar desprecio hacia Naritsugu, Doi busca al samurái de su mayor de confianza, Shimada Shinzaemon, quien sirvió bajo el antiguo shogun, y secretamente lo contrata para asesinar a Naritsugu. Sin embargo, los fieles servidores de Naritsugu, dirigidos por Hanbei, un antiguo contemporáneo de Shinzaemon, se enteran de la trama al espiar las reuniones de Doi.
Shinzaemon reúne a otros once samuráis de confianza, incluido el sobrino de Shinzaemon, Shinrokuro, que planean emboscar a Naritsugu en su viaje oficial desde Edo a sus tierras en Akashi. Justo antes de irse, Hanbei llega y le advierte a su viejo colega que sufrirá graves consecuencias si intenta matar a Naritsugu.
El grupo, con la autoridad legal y la asistencia financiera de Doi, compra la ayuda de la ciudad de Ochiai para crear una trampa. También solicitan la ayuda de Makino, un señor menor cuya nuera fue violada y su hijo asesinado por Naritsugu. Con sus tropas, Makino bloquea la carretera oficial, forzando a Naritsugu a dirigirse a la ciudad y a la trampa. Durante el propio viaje de los asesinos a la ciudad, son atacados por varios rōnin que han sido pagados por Hanbei para matar a los conspiradores. El grupo decide cruzar las montañas pero terminan perdiéndose. En el proceso se encuentran con un cazador llamado Kiga Koyata que se convierte en su guía; Shinzaemon finalmente lo recluta como el decimotercer asesino.
La ciudad se convierte en un elaborado laberinto de trampas explosivas y fortificaciones camufladas. Cuando Naritsugu y su séquito llegan, sus números se han incrementado con tropas adicionales. Los trece asesinos ya no se enfrentan a setenta hombres de armas; ahora enfrentan a doscientos. Sigue una larga batalla, con Naritsugu y sus guardias atrapados dentro de la aldea y atacados por todas partes con flechas, explosivos, cuchillos y espadas, a excepción de Koyata, que lucha con rocas en hondas. En medio de esta carnicería, el trastornado noble Naritsugu está eufórico. Él le dice a Hanbei que cuando él suba al consejo del Shogun traerá de regreso las guerras del período Sengoku.
Los asesinos son asesinados, pero no antes de infligir un gran daño a las fuerzas de Akashi. Finalmente, Naritsugu y Hanbei son acorralados por Shinzaemon y Shinrokuro. Después de que Shinzaemon mate a Hanbei, Naritsugu patea la cabeza de su fiel servidor, insultando al samurái mayor. Con desprecio, Naritsugu anuncia que tanto la gente como los samuráis tienen un solo propósito: servir a sus señores. Shinzaemon replica diciendo a Naritsugu que los señores no pueden vivir sin el apoyo de la gente y que, si un señor abusa de su poder, la gente siempre se levantará contra él. Naritsugu y Shinzaemon se clavan sus katanas mortalmente el uno al otro. Mientras el señor se arrastra en el barro llorando y experimentando miedo y dolor por primera vez, le agradece a Shinzaemon por mostrarle la emoción del combate, antes de que Shinzaemon le corte la cabeza.
Después de que muriera Shinzaemon, Shinrokurō vaga por la matanza producida. Se encuentra con el cazador Koyata, quien se recuperó milagrosamente después de ser apuñalado en el cuello por Naritsugu. Luego, los dos se separan. Un epílogo establece que el Shogun y su gobierno encubrieron lo que realmente ocurrió, anunciando que Naritsugu murió de enfermedad en un viaje de regreso a sus tierras. Veintitrés años más tarde, el Shogunato Tokugawa sería derrocado con la Restauración Meiji.

## Reparto
Los nombres de los personajes siguen el patrón de los nombres japoneses, con el apellido de familia colocado primero.
- Goro Inagaki (稲垣 吾郎, Inagaki Gorō, (SMAP)?) como el señor Matsudaira Naritsugu:[7]

El gobernante del Dominio Akashi. Sus violentas atrocidades en su tierra han quedado impunes ya que está protegido por el Shogun, que es su medio hermano.
- Mikijirō Hira (平 幹二朗, Hira Mikijirō?) como el señor Doi Toshitsura (Rōjū):[7]

El asesor principal del Consejo de Shogunato. Alarmado de que Naritsugu haya sido considerado por el Shogun para una posición política en el consejo, contrata a Shinzaemon para matar a Naritsugu de antemano.
- Kōji Yakusho (橋本 広司, Hashimoto Kōji?) como Shimada Shinzaemon (Metsuke):[7][8]

Un samurái cansado de la guerra y condecorado que cree que hay más en el bushidō que la obediencia ciega. Convencido de que no había posibilidad de una muerte honorable, está profundamente eufórico cuando lo contratan para llevar a cabo la misión. Él reúne a un grupo de once samuráis para planear una emboscada en el viaje anual de Naritsugu desde Edo a su tierra en Akashi.
- Hiroki Matsukata (松方弘樹, Matsukata Hiroki?) como Kuranaga Saheita:[7]

Segundo al mando de Shinzaemon, otro veterano samurái que ofrece como voluntarios a sus mejores y más confiables estudiantes para la misión.
- Tsuyoshi Ihara (伊原 剛志, Ihara Tsuyoshi?) como Hirayama Kujūrō:[8]

Un samurái sin maestro de esgrima inigualable, que entrenó con Shinzaemon.
- Takayuki Yamada (山田 孝之, Yamada Takayuki?) como Shimada Shinrokurō:[8]

Sobrino de Shinzaemon, que se ha alejado del bushidō para convertirse en un apostador y un mujeriego. Aburrido y avergonzado, se une a la misión para redimirse.
- Yūsuke Iseya (伊勢谷 友介, Iseya Yūsuke?) como Kiga Koyata:[7][8]

Un cazador que se encuentra suspendido en una jaula en el bosque como un castigo por seducir a la esposa de su jefe y ayuda a los asesinos a encontrar una ruta a Ochiai. Finalmente es reclutado por Shinzaemon como el decimotercer asesino. Aunque no se menciona explícitamente, está fuertemente implícito que él es un yōkai (entidad sobrenatural).

### Resto del reparto
- Ikki Sawamura (沢村 一樹, Sawamura Ikki?) como Gunjiro Mitsuhashi.
- Yūma Ishigaki (石垣 佑磨, Ishigaki Yūma?) como Gannai Higuchi.
- Kōen Kondō (近藤公園?) como Yahachi Horii.
- Sousuke Takaoka (高岡蒼佑, Takaoka Sōsuke?) como Yasokichi Hioki.
- Seiji Rokkaku (六角 精児, Rokkaku Seiji?) como Mosuke Otake.
- Kazuki Namioka (波岡 一喜, Namioka Kazuki?) como Rihei Ishizuka (Ashigaru)
- Arata Furuta (古田 新太, Furuta Arata?) como Heizō Sahara (ronin)
- Masataka Kubota (窪田 正孝, Kubota Masataka?) como Shojiro Ogura.
- Masachika Ichimura (市村 正親, Ichimura Masachika?) como Hanbei Kito.
- Seiyō Uchino (内野 聖陽, Uchino Seiyō?) como Zusho Mamiya.
- Ken Mitsuishi (光石 研, Mitsuishi Ken?) como Judayu Asakawa.
- Shinnosuke Abe (阿部進之介, Abe Shinnosuke?) como Genshiro Deguchi.
- Matsumoto Hakuō II (ニ代目 松本 白鸚, Nidaime Matsumoto Hakuō?) como Yukie Makino.
- Takumi Saitō (斎藤 工, Saitō Takumi?) como Uneme Makino.
- Mitsuki Tanimura (谷村 美月, Tanimura Mitsuki?) como Chise Makino.
- Kazue Fukiishi (吹石一惠, Fukiishi Kazue?) como Tsuya / Upashi (2 papeles)
- Ittoku Kishibe (岸部 一徳, Kishibe Ittoku?) como Tokubei Sanshuya.
- Sakurako Moteki (茂手木桜子, Moteki Sakurako?) como mujer sin brazos ni piernas.
- Ayumu Saito (斎藤 歩, Saitō Ayumu?) como Yazuka, jugador de apuestas.
- Shōzō Uesugi (上杉祥三, Uesugi Shōzō?)
- Yūya Takagawa (高川裕也, Takagawa Yūya?)
- Megumi Kagurazaka (神楽坂 恵, Kagurazaka Megumi?)
- Rantarō Mine (峰蘭太郎, Mine Rantarō?)
- Shunji Sasaki (笹木 俊志, Sasaki Shunji?)
- Yoshihiro Masujima (増島 愛浩, Masujima Yoshihiro?)
- Seizō Fukumoto (福本 清三, Fukumoto Seizō?)

## Otros créditos
- Obra original: Shōichirō Ikemiya (Kaneo Ikegami)
- Productores ejecutivos: Toshiaki Nakazawa, Jeremy Thomas y Takashi Hirajō.
- Producida por: Michihiko Umezawa, Minami Ichikawa y Tôichirô Shiraishi.
- Coproductor: Kazuomi Susaki y Hisashi Usui.
- Productor: Takahiro Ohno, Kôji Yoshida y Shigeji Maeda.
- Iluminación: Yoshi Watabe.
- Grabación: Jun Nakamura.
- Diseñador de producción (arte): Yūji Hayashida.
- Efectos de sonido: Kenji Shibasaki.
- Asistente de dirección: Kimiyoshi Adachi y Takuma Yoshimi.
- Diseño de personajes: Isao Tsuge.
- Diseño de vestuario: Kazuhiro Sawataishi.
- Orientación sobre el comportamiento: Kuniomi Kitani y Mieko Hoshino.
- Coordinación de acrobacias: Keiji Tsujii.
- Acrobacias y acción: Japan Action Enterprise, Stunt Team Gocoo, Guys Entertainment Inc.
- Maquillaje: Yûichi Matsui y Fumihiro Miyoshi.
- Efectos visuales: OLM Digital.
- Directora CGI: Kaori Ōtagaki.
- Cooperación musical: TV Asahi Music.
- Estudio: Toei Studios Kyoto.
- Desarrollo: Imagica.
- Compañía productora: Sedic International.
- Cooperación de producción: SEDIC DEUX Inc. y Rakueisha.
- Canción de imagen: Eagles / Desperado (Asylum Records) (Canción conceptual oficial de la película utilizada en tráileres de cine y anuncios de televisión) [9]

## Producción

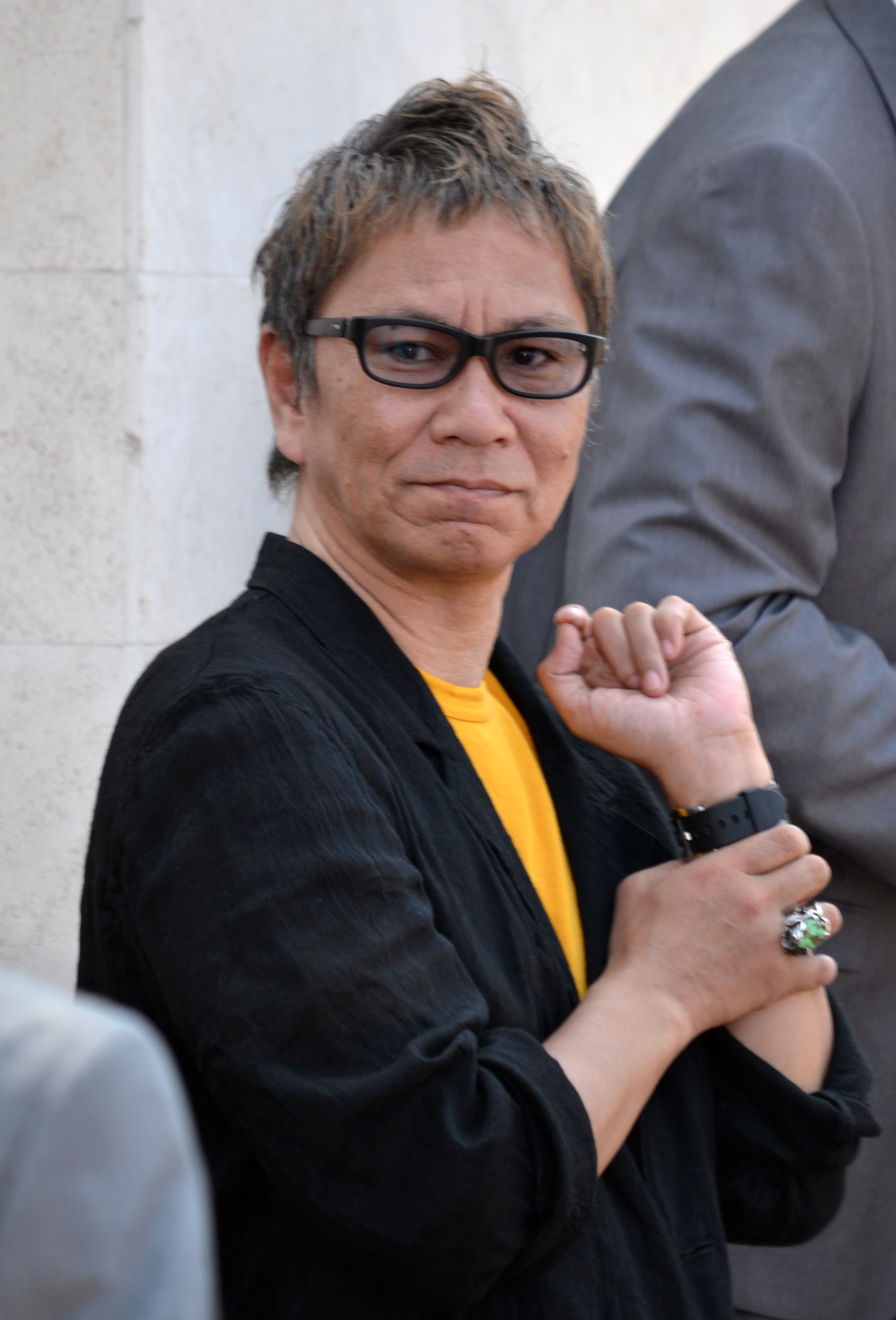
Director Takashi Miike.

13 asesinos se produjo a través de la compañía Sedic International de Toshiaki Nakazawa, y Recorded Picture Company de Jeremy Thomas. Nakazawa había trabajado previamente con el director Takashi Miike en The Bird People in China y Andromedia (ambas de 1998), Yakuza Demon (2003) y Sukiyaki Western Django (2007). Al comienzo de la producción, Thomas dijo que estaba contento de trabajar de nuevo con "maravillosos realizadores japoneses como Toshiaki Nakazawa y Takashi Miike, cuyo trabajo habla por sí mismo como uno de los más exitosos e innovadores de Japón". Nakazawa respondió que le gustaría que Thomas "use también una espada, y, como un asesino más, juntos los enviaremos a los catorce asesinos allí". De su enfoque al dirigir la película, Miike dijo:

Sentí que todos los que trabajábamos en nuestra nueva versión de 13 asesinos teníamos que honrar al director original, Eiichi Kudo, y a todos los demás que crearon el original. Era importante evitar hacer lo que la mayoría de los chanbara modernos hacen, que es insertar una historia de amor, o interponer mentalidades de hoy en día. Con los años, las personas han rehecho las películas de Kurosawa, pero han fallado cada vez porque no han podido adaptar la historia a algo que el público joven pueda entender.

Después de haber sido fanático de la actuación de Kōji Yakusho, Miike le dio prioridad al hecho de que fuera elegido para el papel principal. Además, buscó actores más jóvenes para interpretar a los asesinos, en particular Sousuke Takaoka y Takayuki Yamada, con quien Miike había trabajado en sus dos películas, Crows Zero (2007) y su secuela Crows Zero II (2009). El guion de la película fue escrito por Daisuke Tengan, quien también había escrito el guion de la película Audition (1999) de Miike.
La película centró su producción durante un período de dos meses. La fotografía principal comenzó en julio de 2009 en un gran conjunto al aire libre en Tsuruoka, en la prefectura de Yamagata, en el norte de Japón. La filmación de las escenas de acción tomó alrededor de tres semanas y se encontró con dificultades menores relacionadas con el clima. Miike había considerado innecesaria el uso de imágenes generadas por computadora en la película, además de planear las escenas a través del guion gráfico, insistiendo en filmar las escenas de inmediato. En una entrevista por separado, sin embargo, Miike dijo que igual se usó el CGI, aunque en mínimos niveles. Según se informa, más de la mitad de los trece actores que interpretan a los asesinos carecían de experiencia en peleas de espadas y cabalgatas, y Miike quería especialmente que fuera así, explicando que: "Si los actores hubieran sido hábiles desde el principio y hubiesen participado en varias películas de samuráis anteriormente, la forma en que se acercaron a la acción hubiera sido diferente, probablemente hubieran terminado siendo algo que estaban haciendo para lucir bien o salir lindos, hasta para caer en las trampas de la forma estereotipada que tenían". El rodaje concluyó a principios de septiembre de 2009.

## Recepción

### Lanzamiento
La compañía HanWay Films de Jeremy Thomas, con sede en Londres, se encargó de la distribución internacional. Toho preparó los derechos para distribuir la película en Japón, y fue estrenada el 25 de septiembre de 2010.Pero antes de su estreno en Japón la película compitió, el 9 de septiembre de 2010, por el León de Oro en el 67.º Festival Internacional de Cine de Venecia,y el 14 de septiembre de 2010, fue presentada, en el Festival Internacional de Cine de Toronto de Canadá. En España se estrenó el 7 de octubre de 2010, en el 43.º Festival Internacional de Cinema de Cataluña de Sitges, y el 12 de agosto de 2011
en los cines de todo el país distribuida por Avalon.
Magnet Releasing, una compañía de Magnolia Pictures, adquirió los derechos de distribución en Norteamérica de la película. La película transmitió vídeos a pedido en marzo de 2011, y se estrenó en los cines en los Estados Unidos el 29 de abril.
En la taquilla, 13 asesinos recaudó $ 802 778 en los Estados Unidos y Canadá. De un presupuesto estimado de $ 6 millones, recaudó $ 17 555 141 en todo el mundo.

### Crítica
13 asesinos obtuvo muy buenas críticas de parte de los profesionales, muchos de los cuales elogiaron su secuencia de batalla final, que toma alrededor de cuarenta minutos de tiempo de pantalla.El agregador de comentarios Rotten Tomatoes informa una calificación del 96% basada en 120 revisiones y una calificación promedio de 8/10. El consenso crítico del sitio web dice: "La electrizante adaptación de Takashi Miike de la película de acción de 1963 de Eiichi Kudo es un espectáculo desenfrenado ejecutado con un estilo vertiginoso y asesino".Metacritic, otro agregador de revisiones, dio una calificación normalizada de 84 sobre 100 basada en 33 críticas, lo que indica "aclamación universal".
Roger Ebert del Chicago Sun-Times describió la película como "tremendamente entretenida, una ambiciosa épica de gran presupuesto, dirigida con imágenes y sonido excelentes" y la comparó favorablemente con otras películas de acción en su uso sutil de los efectos de CGI; le dio tres estrellas y media de cuatro. Ebert también elogió la forma en que la película "se enfoca en la historia en medio de la violencia", incorporando personajes y drama con una habilidad de la que carecen la mayoría de los taquillazos de acción.Ebert más tarde la incluyó en su lista de Mejores Películas de 2011 como adición a su top 20.Escribiendo para The New York Times, Manohla Dargis eligió a 13 asesinos como su Critic's Pick y lo describió como "Una conmovedora e inesperada historia de amor y sangre...".V. A. Musetto del New York Post opinó que la película era un guiño a las películas Los siete samuráis (1954) y Ran (1985) de Akira Kurosawa, habiéndose referido a su clímax como "una obra maestra aceleradora de pulso que agradaría al poderoso Kurosawa".
Mark Schilling de The Japan Times elogió el enfoque sutil pero ortodoxo de Miike para dirigir la película, así como la actuación del elenco, especialmente la de Kōji Yakusho. Schilling le dio a la película cuatro estrellas de cinco, pero, a pesar de otras comparaciones favorables, Schilling notó que apenas "tocaba los acordes más profundos" de Los siete samuráis.Tom Mes, de Film Comment, dijo que "culmina en una escena de batalla clavada de 45 minutos, ingeniosamente trazada e inventivamente filmada que pocos directores japoneses contemporáneos además de Miike pudieron llevar a cabo, ya sea logísticamente o artísticamente".Leslie Felperin de Variety elogió el montaje "ejecutado con gracia" de Kenji Yamashita, el diseño de vestuario "terrorífico y específico de los personajes" de Kazuhiro Sawataishi y la "música incitante y estimulante" del colaborador de Miike, Kōji Endō.
Alejandro G. Calvo de SensaCine describió a la película como un cambio de ritmo en la carrera cinematográfica de Miike, dejando, en parte, su lado más ultraviolento y surrealista, "para entregarnos una obra de mirada inusitadamente clásica". Le dio una puntuación perfecta de 5 estrellas sobre 5, declarándola como la mejor película de samuráis del siglo XXI.Joaquín Juan Penalva, de la revista El Espectador Imaginario, declaró que la parte de la batalla final "le va a garantizar su paso a la historia del cine", al estar todos a un nivel excelente. Además, señala los paralelismos técnicos, estéticos y temáticos de esta película con Azumi (2003) de Ryuhei Kitamura; en la vida de los samuráis con Gohatto (1999) de Nagisa Oshima y, en cuanto a sus enfrentamientos, con Zatōichi (2003) de Takeshi Kitano.

### Versiones caseras
El 27 de mayo de 2011 se lanzaron, en DVD y Blu-ray, dos versiones distintas en Japón, una versión normal y una versión de lujo.Editadas por Sedic International y Shōgakukan, y distribuidas por Tōhō.
- Versión normal (通常版) (1 disco) [35]
  - Extras: avances, noticias especiales y colección de anuncios de televisión.
- Edición de lujo (豪華版) (2 discos) [36]
  - Disco 1: (igual que la versión normal)
  - Disco 2: DVD extra.
    - Making of 13 asesinos (aprox. 82 minutos)
    - Proyección previa de finalización (aprox. 17 minutos)
    - Saludo escénico del día inaugural (aprox. 10 minutos)
    - Entrevistas con el elenco y el personal (Incluyendo al director Takashi Miike (aprox. 18 min.)) (aprox. 51 minutos)
    - Informe del Festival de Cine de Venecia (aprox. 22 minutos)
    - Escena inédita (unos 2 minutos)
    - Bono adjunto: Reimpresión de hoja de prensa edición reducida
    - Bono de edición limitada: colección storyboard (con estuche exterior especial)

Algunos de los extras japoneses fueron incluidos en otras ediciones lanzadas, en DVDy Blu-ray,en otros países. En España se lanzó en DVD y Blu-ray en octubre de 2011 por Avalon, con unos extras especiales, titulados:
- El Samurái N.º 14: El director reflexiona sobre el filme, sus referencias visuales y las motivaciones del guerrero.
- El vocabulario del Samurái: Definiciones al léxico clásico del guerrero japonés de la época.

En Estados Unidos las versiones en DVD y Blu-ray de la película fueron lanzadas el 5 de julio de 2011, por Magnet Releasing,y en el Reino Unido el 5 de septiembre por Artificial Eye.La versión en DVD fue el duodécimo mejor en su primera semana de disponibilidad en los Estados Unidos, vendiendo 41.593 copias. En su segunda semana, cayó al lugar 30, vendiendo 13.922 copias. La versión Blu-ray fue la tercera más vendida en Blu-ray, vendiendo 33.142 copias en su primera semana. En su segunda semana, bajó a 10.335 copias y se colocó 20.º.La versión de Blu-ray obtuvo críticas positivas de IGN, DVD Talk, Slant Magazine y HuffPost.

### Reconocimientos
En Japón, la película ganó cuatro de sus diez nominaciones en los 34.º Premios de la Academia Japonesa,y ganó ambas de sus dos nominaciones en el 32.º Festival de Cine de Yokohama.En 2014, Time Out encuestó a varios críticos de cine, directores, actores y acróbatas para hacer una lista de sus mejores películas de acción.13 asesinos figuraba en el 94.º lugar de la lista.La película fue incluida en la lista del British Film Institute de diez grandes películas de samuráis,y fue clasificada en el n.° 5 en las doce mejores películas de acción de Screen Rant de las que nunca has oído hablar.
| Premio                                                   | Fecha de la ceremonia   | categoría                                                 | Destinatario(s) y nominado(s) | Resultado    | Ref(s) |
| -------------------------------------------------------- | ----------------------- | --------------------------------------------------------- | ----------------------------- | ------------ | ------ |
| Festival de Cine de Sitges                               | 7 de octubre de 2010    | Mejor película                                            | —                             | Nominado     | [ 50 ] |
| Festival de Cine de Sitges                               | 7 de octubre de 2010    | Mejor Diseño de Producción                                | Yuji Hayashida                | Ganador      | [ 50 ] |
| Festival de Cine de Sitges                               | 7 de octubre de 2010    | Premio del público                                        | —                             | Ganador      | [ 50 ] |
| Festival Internacional de Cine de Venecia                | 1 de septiembre de 2010 | León de Oro                                               | —                             | Nominado     | [ 51 ] |
| Festival Internacional de Cine de Venecia                | 1 de septiembre de 2010 | Future Film Festival Digital (Mención especial)           | —                             | Ganador      | [ 51 ] |
| Nikkan Sports Film Award                                 | 28 de diciembre de 2010 | Mejor director                                            | Takashi Miike                 | Ganador      | [ 52 ] |
| Nikkan Sports Film Award                                 | 28 de diciembre de 2010 | Mejor actor de reparto                                    | Goro Inagaki                  | Ganador      | [ 52 ] |
| Premios de cine de Mainichi de 2010                      | 17 de enero de 2011     | Mejor director                                            | Takashi Miike                 | Ganador      | [ 53 ] |
| Premios de cine de Mainichi de 2010                      | 17 de enero de 2011     | Mejor actor de reparto                                    | Goro Inagaki                  | Ganador      | [ 53 ] |
| Premios de cine de Mainichi de 2010                      | 17 de enero de 2011     | Mejor sonido                                              | Jun Okamura                   | Ganador      | [ 53 ] |
| Festival de Cine de Yokohama                             | 6 de febrero de 2011    | Mejor película                                            | —                             | Ganador      | [ 45 ] |
| Festival de Cine de Yokohama                             | 6 de febrero de 2011    | Mejor guion                                               | Daisuke Tengan                | Ganador      | [ 45 ] |
| Premios de la Academia Japonesa                          | 18 de febrero de 2011   | Logro sobresaliente en Cinematografía                     | Nobuyasu Kita                 | Ganador      | [ 44 ] |
| Premios de la Academia Japonesa                          | 18 de febrero de 2011   | Logro sobresaliente en la Dirección de Iluminación        | Yoshi Watabe                  | Ganador      | [ 44 ] |
| Premios de la Academia Japonesa                          | 18 de febrero de 2011   | Logro sobresaliente en la Dirección de Arte               | Yûji Hayashida                | Ganador      | [ 44 ] |
| Premios de la Academia Japonesa                          | 18 de febrero de 2011   | Logro sobresaliente en Grabación de Sonido                | Jun Nakamura                  | Ganador      | [ 44 ] |
| Premios de la Academia Japonesa                          | 18 de febrero de 2011   | Película del año                                          | —                             | Nominado     | [ 44 ] |
| Premios de la Academia Japonesa                          | 18 de febrero de 2011   | Director del año                                          | Takashi Miike                 | Nominado     | [ 44 ] |
| Premios de la Academia Japonesa                          | 18 de febrero de 2011   | Guion del año                                             | Daisuke Tengan                | Nominado     | [ 44 ] |
| Premios de la Academia Japonesa                          | 18 de febrero de 2011   | Rendimiento excepcional de un actor en un papel principal | Kōji Yakusho                  | Nominado     | [ 44 ] |
| Premios de la Academia Japonesa                          | 18 de febrero de 2011   | Logro sobresaliente en Música                             | Kōji Endō                     | Nominado     | [ 44 ] |
| Premios de la Academia Japonesa                          | 18 de febrero de 2011   | Logro sobresaliente en Edición                            | Kenji Yamashita               | Nominado     | [ 44 ] |
| Asian Film Awards                                        | 21 de marzo de 2011     | Mejor diseño de producción                                | Hayashida Yuji                | Ganador      | [ 54 ] |
| Asian Film Awards                                        | 21 de marzo de 2011     | Mejor director                                            | Takashi Miike                 | Nominado     | [ 54 ] |
| Asian Film Awards                                        | 21 de marzo de 2011     | Mejor actor                                               | Kōji Yakusho                  | Nominado     | [ 54 ] |
| Asian Film Awards                                        | 21 de marzo de 2011     | Mejor editor                                              | Kenji Yamashita               | Nominado     | [ 54 ] |
| Asociación de Críticos de Cine del Área Washington D. C. | 5 de diciembre de 2011  | Mejor película de lengua extranjera                       | —                             | Nominado     | [ 55 ] |
| Asociación de Críticos de Cine de San Luis               | 12 de diciembre de 2011 | Mejor película de lengua extranjera                       | —                             | Ganador      | [ 56 ] |
| Asociación de Críticos de Cine de Dallas-Fort Worth      | 16 de diciembre de 2011 | Mejor película en lengua extranjera                       | —                             | Nominado     | [ 57 ] |
| Premios Satellite                                        | 18 de diciembre de 2011 | Mejor película de lengua extranjera                       | —                             | Nominado     | [ 58 ] |
| Las Vegas Film Critics Society                           | Diciembre de 2011       | Mejor película extranjera                                 | —                             | Ganador      | [ 59 ] |
| National Board of Review                                 | 2011                    | Las cinco mejores películas en lengua extranjera          | —                             | Ganador      | [ 60 ] |
| Asociación de Críticos de Cine de Austin                 | 28 de diciembre de 2011 | 10 mejores películas                                      | —                             | Noveno lugar | [ 61 ] |
| Sociedad de Críticos de Cine en Línea                    | 2 de enero de 2012      | Mejor película de lengua extranjera                       | —                             | Nominado     | [ 62 ] |
| Chlotrudis Society for Independent Films                 | 21 de marzo de 2012     | Mejor director                                            | Takashi Miike                 | Nominado     | [ 63 ] |
| Chlotrudis Society for Independent Films                 | 21 de marzo de 2012     | Mejor fotografía                                          | Kita Nobuyasu                 | Nominado     | [ 63 ] |
| Chlotrudis Society for Independent Films                 | 21 de marzo de 2012     | Mejor diseño de producción                                | Yuji Hayashida                | Nominado     | [ 63 ] |

## Trabajos relacionados
Novela 
- Novela Trece Asesinos (十三人の刺客 Jūsannin no Shikaku?) escrita por Yuichiro Ichiro (谺雄一郎) y publicada el 20 de febrero de 2010, por Shogakukan. Novela basada en el guion original. [65]
- Trece asesinos: versión novelada de la película (映画ノベライズ版 十三人の刺客, Eiga noberaizu-ban jūsannin no shikaku?) escrita por Naoki Oishi (大石直紀) y publicada el 8 de agosto de 2010, por Shogakukan Bunko. Novelización de la película. [66]

Manga
- Trece Asesinos (十三人の刺客 Jūsannin no Shikaku?) realizado por Hideki Mori (森 秀樹) y serializado en 2010, por "Big Comic Extra Issue", tres veces hasta el lanzamiento de la película.[67]El manga se publicó, en un único tomo, el 25 de septiembre del mismo año coincidiendo con el estreno de la película, por Shogakukan Big Comics Special. [68]